# Красне (Білоцерківський район)
Кра́сне — село в Білоцерківському районі Київської області. Входить до складу Узинської міської громади.
Засноване у XVIII ст. на шляху з Корсуня до Києва (через Гребінки) у місці, де шлях перетинав верхів'я річки Красна.
Під час Коліївщини через село проходив повстанський отаман Микита Швачка.
Наприкінці XVIII ст. та впродовж першої половини XIX ст. носило також назву Станіславка (іноді Станіславівка). В 1795 р. в Красному мешкала дрібна шляхта, прислуга (п'ять дворів) та селяни.
Населення станом на 2005 р. 187 жителів.
Роди: Баришполі, Бахмацькі, Бугаї, Бутки (Будки), Воскобойнікови, Гавриленки, Гладченки, Глевацькі, Глинські, Глущенки, Горові, Горпинки, Грабовські, Гриценки (Грищенки), Грушки, Демененки (Мамчури), Дереші, Діденки, Дідики, Дужі, Євичі (Кухаренки), Євтушенки (Євтюшенки), Жабські, Завалії, Замутні, Заритові, Затворні, Капшуки, Кислицькі, Ковалі (Коваленки), Ковтюхи, Козаченки, Колесники, Колісниченки, Коломійці, Корчевські, Костенки, Кравченки, Кузнецові (Кузьніцові, Яковлєві), Кулики, Лисенки (Колесниченки), Литвини, Лободи, Людвиновські, Лясоти (Лісові), Мазошенки, Мазури, Марущаки, Марченки, Мойсеєнки (Мойсієнки, Мусієнки, Мусійці), Мотричі, Мохняки, Ніколайці (Миколайці), Омельченки, Пономаренки (два роди), Прокопці і Прокопенки, Рибаки, Руді, Синькевичі (Сінькевичі), Сироти, Скидани, Слободяники, Стадники (Стадниченки), Степанці, Сушки, Сьомки, Ткаченки (Ткачі), Торби (Торбенки), Треп'ядьки (Треп'ятьки, Трип'ятьки, Трип'ядки, Трип'ятки, Трип'ядьки), Федоренки, Хрущі, Цапенки, Шевченки, Шишки, Шкваруни, Шпаки, Ягусти, Якименки, Яровенки (Ярошенки), Ярові, Яценки.